# Dignity Health Sports Park
StubHub Center je fotbalový stadion v městě Carson nedaleko Los Angeles. Své domácí zápasy zde hrají dva týmy severoamerické Major League Soccer Los Angeles Galaxy a CD Chivas USA.
StubHub Center byl jedním ze stadionů, pořádajících mistrovství světa ve fotbale žen v roce 2003. Hrály se zde čtyři zápasy ve skupině, zápas o bronz i finále, ve kterém Němky porazily výběr Švédska 2:1 v nastavení.